# Ратленд (Нью-Йорк)
Ратленд (англ. Rutland) — місто (англ. town) в США, в окрузі Джефферсон штату Нью-Йорк. Населення — 3038 осіб (2020).

## Демографія
Згідно з переписом 2010 року, у місті мешкало 3060 осіб у 1172 домогосподарствах у складі 868 родин. Було 1280 помешкань
Расовий склад населення:
| - 93,3 % — білих - 2,3 % — чорних або афроамериканців - 1,1 % — азіатів - 0,1 % — вихідців з тихоокеанських островів - 0,1 % — корінних американців |

До двох чи більше рас належало 2,3 %. Частка іспаномовних становила 2,9 % від усіх жителів.
За віковим діапазоном населення розподілялося таким чином: 23,5 % — особи молодші 18 років, 65,5 % — особи у віці 18—64 років, 11,0 % — особи у віці 65 років та старші. Медіана віку мешканця становила 38,9 року. На 100 осіб жіночої статі у місті припадало 98,8 чоловіків;  на 100 жінок у віці від 18 років та старших — 99,7 чоловіків також старших 18 років.
Середній дохід на одне домашнє господарство  становив 63 946 доларів США (медіана — 52 426), а середній дохід на одну сім'ю — 70 366 доларів (медіана — 63 472). Медіана доходів становила 47 614 долари для чоловіків та 44 750 доларів для жінок. За межею бідності перебувало 14,9 % осіб, у тому числі 23,8 % дітей у віці до 18 років та 1,4 % осіб у віці 65 років та старших.
Цивільне працевлаштоване населення становило 1187 осіб. Основні галузі зайнятості: освіта, охорона здоров'я та соціальна допомога — 25,4 %, публічна адміністрація — 16,3 %, роздрібна торгівля — 13,3 %.